# Earthside
Earthside é uma banda estadunidense de metal progressivo de New Haven, Connecticut, composta pelo guitarrista Jamie van Dyck, o baixista Ryan Griffin, o tecladista Frank Sacramone e o baterista Ben Shanbrom. A banda não tem um vocalista oficial; em vez disso, eles convidam pessoas diferentes em seus álbuns e se apresentam ao vivo com faixas vocais pré-gravadas e projeções de imagens dos cantores.

## História

### Formação e primeiros anos
A primeira versão da banda se chamava Bushwhack e foi formada por van Dyck, Sacramone e Shanbrom quando eles estavam no ensino médio. O projeto foi deixado de lado porque os membros não sentiram que ele realmente os representava, ao contrário da versão atual, Earthside, cujo nome "tem uma sutileza e uma elegância que achamos que se encaixam em nossa estética e em nossas aspirações de fazer música bonita e emocional que tenha peso real e honestidade", de acordo com van Dyck. Griffin se juntou a eles durante a transição e, depois de não conseguirem encontrar um vocalista, decidiram trabalhar com cantores diferentes para cada música não instrumental.

### A Dream in Static(2015–2016)
A banda lançou seu álbum de estreia A Dream in Static em 2015, com Daniel Tompkins (Tesseract), Björn Strid ( Soilwork ) e a Moscow Studio Symphony Orchestra. Foi produzido por David Castillo e mixado/masterizado por Jens Bogren, com capa assinada por Travis Smith. O álbum foi promovido pelo single "Mob Mentality", que originalmente fazia parte da tese do guitarrista Jamie van Dyck na Escola de Música de Yale e contou com a participação de Lajon Witherspoon do Sevendust . Em 2024, a Loudwire o elegeu como um dos 11 melhores álbuns de estreia do metal progressivo.
Em 2016, eles acompanharam o Leprous (com o Voyager ) na etapa europeia da turnê The Congregation .

### Let the Truth Speak(2022–atualmente)
Em novembro de 2022, eles lançaram uma nova música intitulada "We Who Lament", com a participação da cantora canadense Keturah e sendo parte de seu então próximo segundo álbum; a música foi promovida por um vídeo. Quase um ano depois, um novo vídeo para a música foi lançado, desta vez com Keturah também.
Em agosto e setembro de 2023, eles lançaram mais singles de seu segundo álbum Let the Truth Speak : respectivamente, a faixa-título (com Tompkins e Gennady Tkachenko-Papizh), coincidindo com o anúncio do álbum, e "Pattern of Rebirth" (com AJ Channer ((Fire from the Gods)). No mesmo mês, van Dyck anunciou nas redes sociais que havia sido diagnosticado com câncer testicular.
Em 17 de novembro de 2023, eles lançaram Let the Truth Speak pela Music Theories Recordings / Mascot Label Group, com muitos convidados, incluindo membros do Tesseract e Leprous e Larry Braggs (ex-Tower of Power, ex-The Temptations). Também em novembro, foram anunciados como banda de abertura para a turnê estadunidense da banda australiana de metal progressivo Caligula's Horse, promovendo seu álbum Charcoal Grace.
Em fevereiro de 2024, eles se apresentaram ao vivo com um vocalista pela primeira vez, quando AJ se juntou a eles. Mais tarde no mesmo ano, eles se apresentaram no ProgPower USA e depois excursionaram com o Soen e o Leprous.
A banda iniciou sua primeira turnê como ato principal em fevereiro de 2025, tendo SOM como grupo de abertura. Eles também lançaram um novo single, "frozen heart ~ burning world", no dia 19 do mesmo mês.

## Membros
Fontes:

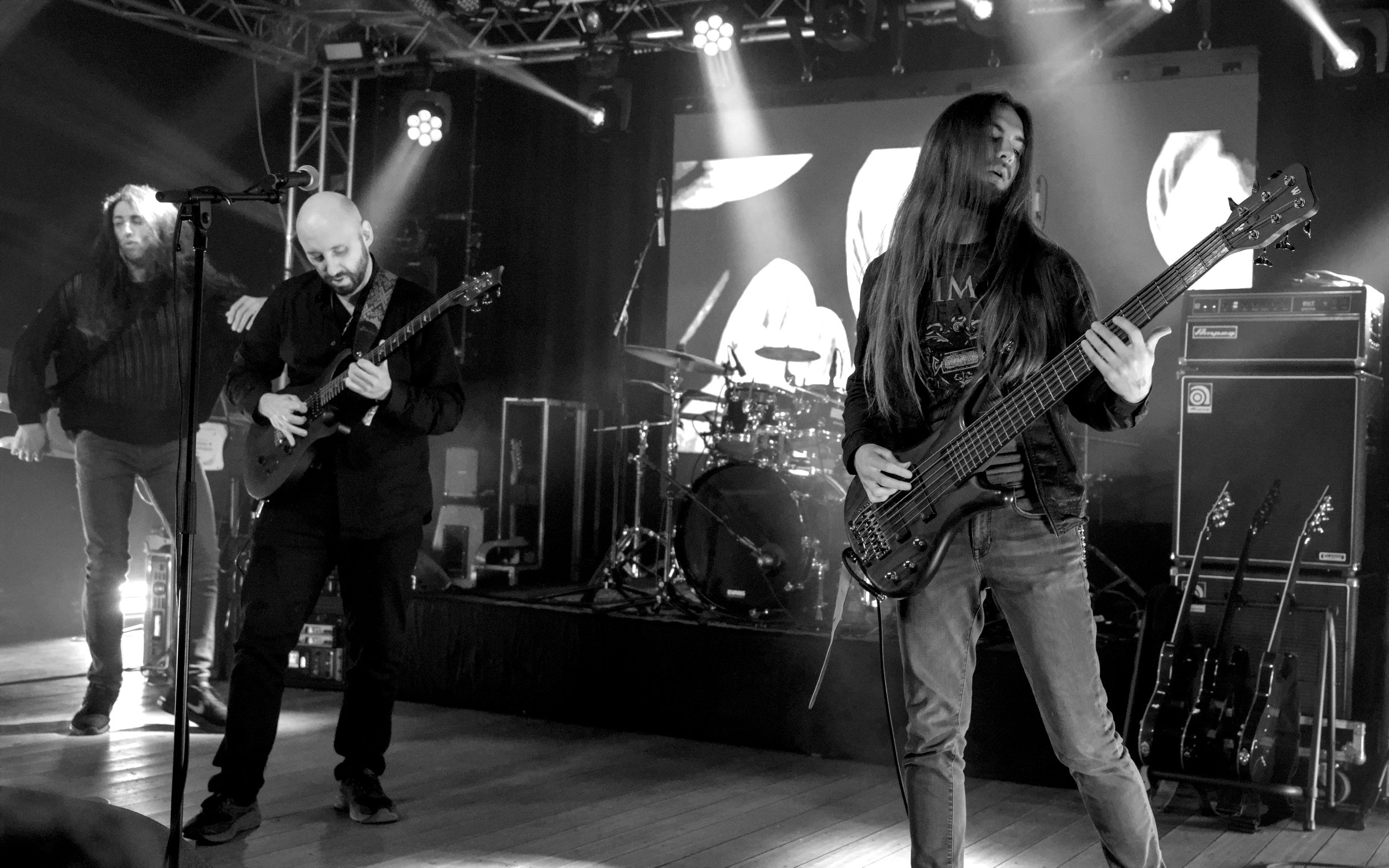
A banda ao vivo nos Países Baixos em 2023. Da esquerda para a direita: Frank Sacramone, Jamie van Dyck e Ryan Griffin; Ben Shanbrom está atrás de Ryan.

- Jamie van Dyck - guitarras, vocais de apoio, programação, teclados
- Ryan Griffin - baixo, vocais de apoio
- Frank Sacramone - teclados, sintetizadores, programação, percussão, guitarra
- Ben Shanbrom - bateria, vocais de apoio

## Discografia

### Álbuns de estúdio
- A Dream in Static (2015)
- Let the Truth Speak (2023)

### Singles
- "Mob Mentality" (2015)
- "We Who Lament" (2022)
- "Let the Truth Speak" (2023)
- "Pattern of Rebirth" (2023)
- "frozen heart ~ burning world" (2025)